# Vergt
 Vergt  es una población y comuna francesa, situada en la región de Aquitania, departamento de Dordoña, en el distrito de Périgueux. Es el chef-lieu del cantón de Vergt.

## Demografía
| 1190 | 1224 | 1369 | 1419 | 1422 | 1512 |
| Para los censos de 1962 a 1999 la población legal corresponde a la población sin duplicidades (Fuente: INSEE [Consultar]) |      |      |      |      |      |